# DC-јев проширени универзум
Проширени  универзум (енгл. DC Extended Universe) је серија суперхеројских филмова, дистрибутера Warner Bros. Pictures и базирана на ликовима који се појављују у америчким стриповима издавача DC Comics. Заједнички универзум, сличан оригиналном DC универзуму у стриповима и телевизијским програмима, успостављен је укрштањем уобичајених елемената радње, поставки, улога и ликова. Филмови су излазили у периоду од 2013. до 2023. и током времена, Warner Bros. је дистрибуирао петнаест филмова. Представља девету филмску франшизу по заради, зарадивши преко 6,7 милијарди америчких долара широм света. Филм који је највише зарадио је Аквамен, који је зарадио преко 1,15 милијарди америчких долара широм света.
Филмове су написали и режирали различити појединци, а играју велике улоге, често ансамбл. Хенри Кавил, Бен Афлек, Гал Гадот, Марго Роби, Езра Милер, Џејсон Момоа, Реј Фишер и Закари Леви, између осталих, глуме у неколико филмова. Међутим, за разлику од Марвеловог филмског универзума, франшиза има лабаво повезане линије прича, са већом аутономијом за филмске ствараоце који стварају сваки појединачни филм. Први филм Проширеног DC универзума је Човек од Челика (2013), ког прате Бетмен против Супермена: Зора праведника (2016), Одред отписаних (2016), Чудесна Жена (2017), Лига правде (2017), Аквамен (2018), Шазам! (2019), Птице грабљивице (2020), Чудесна Жена 1984 (2020), Одред отписаних: Нова мисија (2021), Црни Адам (2022), Шазам! Гнев богова (2023), Флеш (2023), Плава Буба (2023) и Аквамен и изгубљено краљевство (2023). Додатно, проширени  универзум се проширио и на стриминг телевизију на стриминг услузи HBO Max са филмом Лига правде Зека Снајдера, остварењем формата director's cut филма Лига правде током 2021. и мини-серијом Миротворац.
Године 2022, након реструктурирања DC Studios-а и именовања Џејмса Гана и Питера Сафрана за извршне директоре студија, најављено је поновно покретање франшизе. Ово поновно покретање, које су планирали Ган и Сафран, укључивало је прелазак одређених ликова у нови DC универзум, франшизу филмова и телевизијских серија.

## Ди-Сијеви филмови
| Филм                                     | Година | Режисер           | Сценарио                                  | Продуцент                                                                      |
| ---------------------------------------- | ------ | ----------------- | ----------------------------------------- | ------------------------------------------------------------------------------ |
| Човек од челика                          | 2013.  | Зак Снајдер       | Дејвид Гојер, Кристофер Нолан             | Чарлс Ровен, Кристофер Нолан, Ема Томас, Дебора Снајдер                        |
| Бетмен против Супермена: Зора праведника | 2016.  | Зак Снајдер       | Крис Терио, Дејвид Гојер                  | Чарлс Ровен, Дебора Снајдер                                                    |
| Одред отписаних                          | 2016.  | Дејвид Ајер       | Дејвид Ајер                               | Чарлс Ровен, Ричард Сакли                                                      |
| Чудесна жена                             | 2017.  | Пети Џенкинс      | Ален Хајнберг, Зак Снајдер, Џејсон Фучс   | Чарлс Ровен, Дебора Снајдер, Зак Снајдер, Ричард Сакли                         |
| Лига правде                              | 2017.  | Зак Снајдер       | Крис Терио, Џос Видон                     | Чарлс Ровен, Дебора Снајдер, Џон Берг, Џоф Џонс                                |
| Аквамен                                  | 2018.  | Џејмс Ван         | Дејвид Лесли Џонсон, Вил Бил              | Питер Сафран, Роб Ковен                                                        |
| Шазам!                                   | 2019.  | Дејвид Сандберг   | Хенри Гајден                              | Питер Сафран                                                                   |
| Птице грабљивице                         | 2020.  | Кети Јан          | Кристина Ходсон                           | Марго Роби, Брајан Анклес, Сју Крол                                            |
| Чудесна жена 1984                        | 2020.  | Пети Џенкинс      | Пети Џенкинс, Џеф Џонс, Дејвид Калахем    | Чарлс Ровен, Дебора Снајдер, Зак Снајдер, Пети Џенкинс, Гал Гадот, Стивен Џонс |
| Лига правде Зака Снајдера                | 2021.  | Зак Снајдер       | Крис Терио                                | Чарлс Ровен, Дебора Снајдер                                                    |
| Одред отписаних: Нова мисија             | 2021.  | Џејмс Ган         | Џејмс Ган                                 | Чарлс Ровен, Питер Сафран                                                      |
| Црни Адам                                | 2022.  | Жауме Колет Сера  | Адам Штикел, Рори Хејнс, Сохраб Ноширвани | Бо Флин, Двејн Џонсон, Хирам Гарсија, Дени Гарсија                             |
| Шазам! Гнев богова                       | 2023.  | Дејвид Сандберг   | Хенри Гајден и Крис Морган                | Питер Сафран                                                                   |
| Флеш                                     | 2023.  | Енди Мускијети    | Кристина Ходсон                           | Мајкл Диско и Барбара Мускијети                                                |
| Плава Буба                               | 2023.  | Анхел Мануел Сото | Гарет Данет-Алкосер                       | Џон Рикард и Зев Форман                                                        |
| Аквамен и изгубљено краљевство           | 2023.  | Џејмс Ван         | Дејвид Лесли Џонсон Макголдрик            | Питер Сафран, Џејмс Ван и Роб Кауан                                            |